# GW-Unterricht
GW-Unterricht ist eine seit 1978 regelmäßig erscheinenden geographische Fachzeitschrift für die Fachdidaktik der Geographie und Wirtschaftskunde.

## Inhalt
GW-Unterricht wurde 1978 auf Initiative von einigen Schulpraktikern in Wien gegründet. Ziel seit dem Heft Nr. 1 war es, mit dieser seit langem wieder einzigen schulgeographischen Zeitschrift in Österreich einen breiten Kreis von Lehrkräften für Geographie und Wirtschaftskunde aller Schultypen, gemeinsam mit der sich damals erst langsam entwickelnden GW-Fachdidaktik (und ihren Vertretern) zu verbinden. Mit dem damaligen Sponsor, einer Wiener Sparkasse, die auch in der Wirtschaftserziehung bzw. wirtschaftlichen Fortbildung engagiert war, gelang es diesen Präponenten mehr als 7.000 GW-Lehrende mit einer kostenfreien Zeitschrift zu versorgen. Diese spielte eine wesentliche Rolle für die breit aufgenommene Paradigmenreform der Schulfaches – manifestiert mit den S I-Lehrplänen 1985. Auch in den Jahren danach diffundierten viele dort publizierte Ideen und Anregungen etwa in die neu herausgekommenen Schulbücher und in die GW-Lehrerfortbildung. Insbesondere noch die gedruckten Hefte sind ein Dokument eines „Who-is-who“ dieser damaligen Aufbruchszeit der GW-Fachdidaktik in Österreich.
GW-Unterricht erscheint vierteljährlich und wird seit 2009 zusätzlich zur gedruckten Version auch elektronisch und open access beim Verlag der Österreichischen Akademie der Wissenschaften publiziert. Die Zeitschrift wurde in die Liste anerkannter Geographie-Fachzeitschriften des Verbands der Geographen an Deutschen Hochschulen aufgenommen und ist im DOAJ registriert. Sie wird vom Forum GW – Verein für Geographie und Wirtschaftserziehung herausgegeben. Beiträge in den Kategorien
- Fachwissenschaft,
- Fachdidaktik,
- Unterrichtspraxis,
- Kontrapunkt und
- Service (Buchbesprechung, technische Anleitungen)

werden veröffentlicht. Jene der Kategorien Fachwissenschaft und Fachdidaktik durchlaufen ein redaktionsexternes double-blind Peer-Review-Verfahren. Die Zeitschrift ist dem Ziel Bildung für nachhaltige Entwicklung verpflichtet. Fachwissenschaftliche Beiträge weisen häufig einen Bezug zum Alpenraum oder den Donauländern auf und stellen ein Bindeglied zwischen Didaktik und regionalgeographischer Forschung (Mittel- und Osteuropaforschung, Gebirgsforschung) dar.